# Volkan Demirel
Volkan Demirel (født 27. oktober 1981) er tyrkisk fodboldmålmand, der spiller for Fenerbahçe og Tyrkiets fodboldlandshold. Ved EM i fodbold 2008 var Volkan Demirel førstemålmand for Tyrkiet.